# José Marquês
José Marquês (* 23. März 1983 in Seixal) ist ein portugiesischer Dartspieler.

## Karriere
José Marquês, der aus dem E-Dart kommt, nahm an der PDC Q-School 2020 teil, konnte sich jedoch keine Tourkarte erspielen. Da Singapur aufgrund Ausreisebeschränkungen am 2. November seine Teilnahme für den World Cup of Darts 2020 absagen musste, nahm Portugal erstmals an diesem Turnier teil. Dabei wurde das Land von Marquês und José de Sousa vertreten. Das Duo konnte nach einem 5:0-Sieg über Ungarn in die zweite Runde einziehen, ehe sie darauf gegen Österreich ausschieden.
Auch 2021 ist Marquês bei der Q-School vertreten. In der Vorrunde konnte Marquês sich gleich an seinem ersten Tag die direkte Qualifikation für die Final Stage sichern, wobei er unter anderem das erste Nine dart finish der Q-School seit fünf Jahren warf. Auf der Final Stage gelang es ihm aber nicht, sich eine Tour Card zu erspielen. Er spielte daraufhin ohne Erfolg die European Challenge Tour und nahm erneut zusammen mit José de Sousa für Portugal am World Cup of Darts teil. Zunächst gewannen die beiden mit 5:4 gegen Irland, bevor sie gegen die Nordiren ausschieden. Marquês verlor dabei gegen Brendan Dolan mit 0:4.
Marquês war im Januar 2022 erneut bei der Q-School dabei. Trotz erneuter Teilnahme an der Final Stage erlangte er jedoch auch in diesem Jahr keine Tour Card. 2023 versuchte er es jedoch erneut und kam wieder in die Final Stage. Mit zwei Punkten schied er allerdings wieder aus.